# Univerza Kalifornije, Los Angeles
Univerza Kalifornije, Los Angeles (angleško University of California, Los Angeles, kratica UCLA) je javna univerza s sedežem v mestu Los Angeles, Kalifornija. Ustanovljena je bila leta 1919 kot južni kampus Univerze Kalifornije in je danes za Berkeleyjem drugi najstarejši del tega sistema.
Univerza ponuja približno 300 diplomskih in podiplomskih študijskih programov; v letu 2010 je bilo vpisanih približno 26.000 dodiplomskih in 12.000 podiplomskih študentov. Po akademskih dosežkih se redno uvršča blizu vrha različnih lestvic univerz. Tu je do leta 2010 študiralo ali poučevalo 14 Nobelovih nagrajencev.
Univerzitetni kampus se razprostira na 1,7 km² v zahodnem delu mesta, v soseski Westwood. Stari del sestavljajo stavbe v neoromanskem slogu, pri novejših pa je arhitektura bolj minimalistična. Kasnejše dodatke je oblikovalo več znanih arhitektov, med njimi Ieoh Ming Pei in Richard Meier. Ker je blizu središča ameriške filmske industrije in ker je tu znana šola filmske umetnosti, je bil kampus uporabljen kot prizorišče več znanih filmov in televizijskih serij, npr. Erin Brockovich, Blondinka s Harvarda in Ameriška pita 2. Zaradi prepoznavnosti se kratica »UCLA« uspešno trži po svetu kot blagovna znamka oblačil in modnih dodatkov.